# Nathan Gill

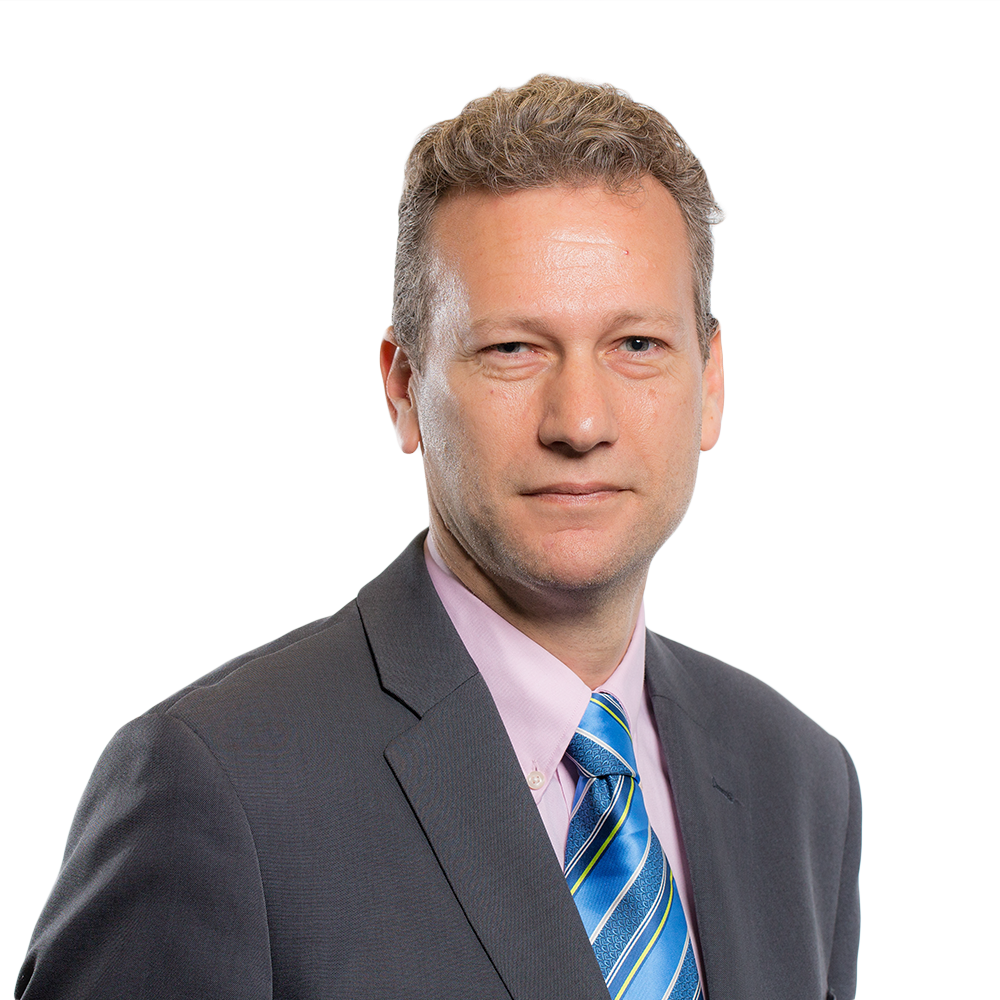
Nathan Gill

Nathan Gill (geboren am 6. Juli 1973 in Kingston upon Hull, England) ist ein britischer Politiker von Reform UK (bis 1/2021 Brexit Party) und ehemaliges Mitglied der UKIP. Er war von 2014 bis 2020 Mitglied des Europäischen Parlaments für den Wahlkreis Wales.

## Leben
Gill zog als Kind mit seiner Familie nach Anglesey in Wales. Nach seiner Schulausbildung übernahm er den im Bereich der Altenpflege tätigen Betrieb der Familie.
Gill ist verheiratet, seine Frau stammt aus den Vereinigten Staaten. Das Paar hat fünf Kinder. Gill ist bekennendes Mitglied der zum Mormonentum zählenden Kirche Jesu Christi der Heiligen der Letzten Tage, für die er über einen Zeitraum von sechs Jahren auf Anglesey als Bischof tätig war.

## Politik
Gill war zunächst Mitglied der Conservative Party, trat aber 2005 der UKIP bei. Im August 2013 bewarb er sich im Wahlkreis Anglesey bei einer notwendig gewordenen Nachwahl für einen Sitz in der Nationalversammlung für Wales. Er unterlag dem siegreichen Rhun ap Iorwerth von Plaid Cymru zwar deutlich, konnte aber mit 14,32 Prozent den bis dahin höchsten Stimmenanteil für seine Partei bei einer Wahl für das walisische Parlament erzielen.
Nachdem Gill als Assistent des Europaabgeordneten John Bufton gearbeitet hatte, bestimmte ihn die Partei nach dessen gesundheitsbedingtem Rückzug für die EU-Wahl 2014 zum Spitzenkandidaten im Wahlkreis Wales. Gill konnte eines der vier zu vergebenden Mandate erringen, im EU-Parlament ist er Mitglied im Ausschuss für Fischerei.
Im Dezember 2014 wurde Gill zum Vorsitzenden des walisischen Landesverbandes der UKIP gewählt. Bei der Wahl im Mai 2016 konnte er einen Sitz in der Nationalversammlung für Wales erringen. Er bewarb sich dann auch um den Fraktionsvorsitz, unterlag aber gegen Neil Hamilton. Die Entscheidung rief Kritik des damaligen Parteivorsitzenden Nigel Farage hervor. Obwohl Gill im Vorfeld angekündigt hatte, im Falle einer Wahl in die Nationalversammlung seinen Sitz im Europaparlament aufzugeben, rückte er nun von diesem Vorhaben ab. Nachdem ihm die Führung der UKIP einen Ausschluss aus der Partei angedroht hatte, falls er nicht auf eines seiner beiden Mandate verzichten würde, verließ Gill im August 2016 die Fraktion. Zugleich kündigte er an, nun als unabhängiger Abgeordneter im Parlament zu agieren. Im Dezember 2017 gab Gill schließlich seinen Sitz auf, für ihn rückte Mandy Jones nach.
Im Dezember 2018 gab Gill seinen Austritt aus der UKIP bekannt und begründete dies mit einem Kurswechsel der Partei. Sie kümmere sich zunehmend weniger um die Unterstützung des Brexits, stattdessen rücke Islamfeindlichkeit in den Vordergrund. Konkret machte er dies am gestiegenen Einfluss von Tommy Robinson fest. Bei der EU-Wahl 2019 kandidiert Gill erneut, nun für die Brexit Party.